# SK Rakovník
El SK Rakovník es un equipo de fútbol de la República Checa que juega en la Divize A, cuarta división de fútbol en el país.

## Historia
Fue fundado en el año 1903 en la ciudad de Rakovník en la región de Bohemia Central y han cambiado de nombre en varias ocasiones:
- 1903-04: Sportovní kroužek Rakovník
- 1904-49: SK Rakovník
- 1949-51: Sokol Rakovník KZ
- 1951-53: Sokol TOS Rakovník
- 1953-58: Spartak Rakovník
- 1958-67: Lokomotiva Rakovník
- 1967-68: ČKZ Rakovník
- 1968-73: SK Rakovník
- 1973-91: ČKZ Rakovník
- 1991-hoy: SK Rakovník

El club llegó a jugar en la desaparecida Primera División de Checoslovaquia durante la década de los años 1940s, en la cual disputó 40 partidos, con 10 victorias, 4 empates y 26 derrotas, 77 goles a favor y 155 en contra, teniendo como su última temporada en la máxima categoría la de 1945/46.
Tras la disolución de Checoslovaquia el club ha militado principalmente en las categorías aficionadas de la República Checa.

## Jugadores

### Jugadores destacados
| - Radim Suchánek - Oldřich Nejedlý - Josef Košťálek - Aleš Chvalovský | - Pavel Drsek - Radek Sňozík - Martin Psohlavec |